# Kabinett Attlee II
Das Kabinett Attlee II wurde von Premierminister Clement Attlee am 23. Februar 1950 gebildet. Es war bis zur Ernennung des Kabinetts Churchill III am 26. Oktober 1951 im Amt.

## Regierungszeit
Bei den Wahlen 1950 konnte die Labour Party ihre Mehrheit mit knappen fünf Sitzen behaupten. Dies reichte jedoch nicht aus, um zu stabil regieren, da der Konflikt mit den Anhängern von Ernest Bevin zu Spannungen in der Partei führte. Im Jahr 1951 wurde eine weitere Parlamentswahl anberaumt, um eine größere Mehrheit zu gewinnen. Die hohen Ausgaben für den Koreakrieg wurden von vielen Wählern zunehmend negativ quotiert. Obwohl Labour Stimmen dazugewann und 4,5 Prozentpunkte mehr erhielt als die Konservativen, gewannen letztere mehr Sitze (was durch das Mehrheitswahlrecht möglich ist) und übernahmen die Regierung. Winston Churchill kehrte als Premierminister die Macht zurück und bildete eine Regierung. Die Labour-Partei blieb die nächsten dreizehn Jahre lang in der Opposition, bis Harold Wilson 1964 Premierminister wurde.

## Minister
Dem Kabinett gehörten folgende Minister an:
| Zugehörigkeit |  | Labour |

| Amt                                           | Bild                  | Person                                   | Partei       | Partei                            | Amtszeit         | Amtszeit         |
| --------------------------------------------- | --------------------- | ---------------------------------------- | ------------ | --------------------------------- | ---------------- | ---------------- |
| Premierminister Erster Lord des Schatzamtes   | Clement Attlee        | Clement Attlee                           |              | Labour Party                      | 23. Februar 1950 | 26. Oktober 1951 |
| Stellvertretender Premierminister             | Herbert Morrison      | Herbert Morrison                         | Labour Party | 23. Februar 1950                  | 9. März 1951     |                  |
| Lordkanzler                                   | William Jowitt        | William Jowitt, 1. Baron Jowitt          | Labour Party | 23. Februar 1950                  | 26. Oktober 1951 |                  |
| Lordpräsident des Rates                       | Herbert Morrison      | Herbert Morrison                         | Labour Party | 23. Februar 1950                  | 9. März 1951     |                  |
| Lordpräsident des Rates                       | Christopher Addison   | Christopher Addison, 1. Viscount Addison | Labour Party | 9. März 1951                      | 26. Oktober 1951 |                  |
| Lordsiegelbewahrer                            | Christopher Addison   | Christopher Addison, 1. Viscount Addison | Labour Party | 23. Februar 1950                  | 9. März 1951     |                  |
| Lordsiegelbewahrer                            | Ernest Bevin          | Ernest Bevin                             | Labour Party | 9. März 1951                      | 26. April 1951   |                  |
| Lordsiegelbewahrer                            | Richard Stokes        | Richard Stokes                           | Labour Party | 26. April 1951                    | 26. Oktober 1951 |                  |
| Schatzkanzler Zweiter Lord des Schatzamtes    | Stafford Cripps       | Stafford Cripps                          | Labour Party | 23. Februar 1950                  | 19. Oktober 1950 |                  |
| Schatzkanzler Zweiter Lord des Schatzamtes    | Hugh Gaitskell        | Hugh Gaitskell                           | Labour Party | 19. Oktober 1950                  | 26. Oktober 1951 |                  |
| Außenminister                                 | Ernest Bevin          | Ernest Bevin                             | Labour Party | 23. Februar 1950                  | 9. März 1951     |                  |
| Außenminister                                 | Herbert Morrison      | Herbert Morrison                         | Labour Party | 9. März 1951                      | 26. Oktober 1951 |                  |
| Innenminister                                 | Chuter Ede            | James Chuter-Ede                         | Labour Party | 23. Februar 1950                  | 26. Oktober 1951 |                  |
| Verteidigungsminister                         | Manny Shinwell        | Emanuel Shinwell                         | Labour Party | 23. Februar 1950                  | 26. Oktober 1951 |                  |
| Minister für die Kolonien                     |                       | James Griffiths                          | Labour Party | 23. Februar 1950                  | 26. Oktober 1951 |                  |
| Minister für Beziehungen zum Commonwealth     | Patrick Gordon Walker | Patrick Gordon Walker                    | Labour Party | 23. Februar 1950                  | 26. Oktober 1951 |                  |
| Bildungsminister                              |                       | George Tomlinson                         | Labour Party | 23. Februar 1950                  | 26. Oktober 1951 |                  |
| Minister für Schottland                       |                       | Hector McNeil                            | Labour Party | 23. Februar 1950                  | 26. Oktober 1951 |                  |
| Minister für Landwirtschaft und Fischerei     | Tom Williams          | Tom Williams                             | Labour Party | 23. Februar 1950                  | 26. Oktober 1951 |                  |
| Minister für Arbeit und den nationalen Dienst |                       | George Isaacs                            | Labour Party | 23. Februar 1950                  | 18. Januar 1951  |                  |
| Minister für Arbeit und den nationalen Dienst | Aneurin Bevan         | Aneurin Bevan                            | Labour Party | 18. Januar 1951                   | 24. April 1951   |                  |
| Minister für Arbeit und den nationalen Dienst | Alfred Robens         | Alfred Robens                            | Labour Party | 24. April 1951                    | 26. Oktober 1951 |                  |
| Gesundheitsminister                           | Aneurin Bevan         | Aneurin Bevan                            | Labour Party | 23. Februar 1950                  | 17. Januar 1951  |                  |
| Gesundheitsminister                           | Hilary Marquand       | Hilary Marquand                          | Labour Party | 17. Januar 1951                   | 26. Oktober 1951 |                  |
| Handelsminister                               | Harold Wilson         | Harold Wilson                            | Labour Party | 23. Februar 1950                  | 24. April 1951   |                  |
| Handelsminister                               | Hartley Shawcross     | Hartley Shawcross                        | Labour Party | 24. April 1951                    | 26. Oktober 1951 |                  |
| Chancellor of the Duchy of Lancaster          | Albert Alexander      | Albert Alexander                         |              | Co-operative Party (Labour Co-op) | 23. Februar 1950 | 26. Oktober 1951 |
| Minister für Stadt- und Landplanung           | Hugh Dalton           | Hugh Dalton                              |              | Labour Party                      | 23. Februar 1950 | 26. Oktober 1951 |